# Гражданский национализм в России
Гражданский национализм в России — концепция, согласно которой граждане России, вне зависимости от этнической принадлежности, составляют единую российскую нацию, многонациональный российский народ, объединённый на основе базовых ценностей и лояльности государству. Многонациональность, по мнению сторонников концепции, выражается в праве на этническое самоопределение в той степени, в которой это не противоречит гражданскому российскому патриотизму. Понимается как идеология российской политической нации, рассматриваемой как общность граждан, которые воспринимают имперский опыт в качестве культурной традиции.
В постсоветский период среди российских обществоведов получила распространение идея гражданского патриотизма, связанная с концепцией российской гражданской нации.
Как российский гражданский национализм, так и идея существования единой российской нации вызывают критику.

## Развитие идеи нации
Идея нации появилась в России в конце XVIII века в качестве одного признаков ожидания революционных перемен, в первую очередь, введения конституционного порядка и ограничения самодержавия. В конце XIX века идея нации в России трансформировалась в идеологию, направленную на охрану самодержавия и имперского устройства. С этого периода под русским национализмом в России понимались организационно оформленные группы, продвигавшие идеи национального эгоизма, великодержавного шовинизма и ксенофобии.
Идея гражданской концепции нации (1790—1833), связанная с представлениями о народном суверенитете, народном представительстве и конституционном строе, возникла задолго до формирования официального государственного национализма и этнического понимания нации. В течение нескольких десятилетий эта идея преобладала в России. Та или иная её форма разделялась декабристами, которые стремились к ограничению самодержавия через установление конституционной монархии или введение республиканского строя. Та же гражданская трактовка идеи нации использовалась в 1797 году будущим императором Александром I, заявлявшим, что, когда он станет царём, то дарует России конституцию и «нация изберёт своих представителей». Но после восстания декабристов, восшествия на престол Николая I и в особенности польского восстания 1830—1831 годов, выдвинувшего лозунги национального суверенитета, ранний дискурс о нации и национальном представительстве, которые понимались в качестве желанной, хотя и труднодостижимой цели, в официальных кругах сменился на отрицание конституции и национального представительства, понимаемых как неуместные для России в принципе.
В период идеи «официальной народности» (1833—1863) происходит огосударствление идеи нации. Одним из основных средств подавления гражданского национализма стала его замена на его относительные подобия. В 1833 году, вступая в должность министра просвещения Сергей Уваров изложил триаду «Православие, самодержавие, народность», которая была призвана защитить страну от европейского свободомыслия и являлась антитезой другой формуле: «Свобода, равенство, братство», включавшей основные идеи Французской революции. Российские консерваторы считали их органично неприемлемыми для русского народа. Главной новацией в формуле стало понятие «народность», по которому и вся доктрина стала называться «официальной народностью». По ней стала пониматься как «преданность России собственным традициям и самобытному пути», который противоположен западным. Аналогичная современная концепция именуется «особый путь России». «Особый дух» русской народности выражается в преданности по отношению к православию и самодержавию. Недопустима легитимация народом прав монарха. Его власть от Бога, но народность морально обязывает царя к любви к своему народу. Он воспринимается как отец народа, и подданные, его дети, обязуются свято его почитать.
Начало этнизации идеи нации (1863—1890) связано с появлением русского этнического национализма. Понятие «народность» до конца не закрепилось в русском языке и в политическом обиходе. Славянофилами 1840—1850-х годов, Константином и Иваном Аксаковыми, Александром Кошелевем, Юрием Самариным и др., доктрина «официальной народности» считалась «душевредным деспотизмом» и «угнетательской системой». Все эти сложности заставили охранителей самодержавия продолжать попытки заменить крамольный термин «нация». Граф Пётр Валуев, бывший одним из высших сановников Александра II (1860—1880-е годы), считал необходимым заменить понятие нация (фр. la nation), понимаемого в качестве сугубо политической категории, на понятие национальность (la nationalité) — сугубо фольклорное, отражающее специфику культуры и обычаев народа. С течением времени понятие «национальность» в России получило распространение в значении, для которого с середины XX века академическая среда стала использовать термины «этничность» или «этническая идентичность» — общности людей, которые связаны общим самоназванием (этнонимом), субъективными представлениями об общем происхождении (этническим самосознанием) и рядом особенностей культуры, передаваемыми через поколения. Валуевым было введено в политический оборот также понятие «национальный вопрос»; впервые — в донесении императору о ситуации на Украине от 1863 году. Вначале понятие обладало негативной коннотацией, означая угрозу национального, в современной терминологии «этнического», сепаратизма. Этнический национализм других этносов оценивался негативно, тогда как русский позитивно. Национальная проблематика с течением времени всё дальше отходила от своих гражданских истоков и приобретала всё более яркую этническую направленность. Применялись трактовки с позиции эссенциализма, утверждавшей существование набора незыблемых свойств, которые фатально присущи конкретному народу — этнической нации. С конца 1890-х годов славянофилы в рамках своего спора с западниками активно развивали идею Уварова о наличии принципиальных и навсегда предопределённых различий русского народа и наций Запада. Николай Данилевский, Константин Леонтьев, Василий Розанов и др. славянофилы 1890-х годов отошли от идей своих предшественников середины XIX века, однако ими была воспринята восходящая к Гердеру немецкая мистическая идея «национального духа», ранее оказавшая сильное влияние на Уварова; впоследствии идея развивалась в доктрину «особого пути Германии». Поздними славянофилами активно развивались идеи особого пути России. Имеющие место, по их мнению, особенности русского национального духа, включающие терпимость, сердечность, душевность, великодушие, соборность, они противопоставляли обобщённому образу западного духа, которому приписывался вечный эгоизм, жадность, лживость, холодная расчётливость. Из среды поздних славянофилов вышло идеологическое течение, которое и получило название «русские националисты».
В последний период существования Российской империи (1905—1917) получают политическое оформление русский имперский и агрессивно ксенофобный национализм. Первой легальной партией русских националистов стал «Союз русского народа», возникший в 1905 году. Важнейшей программной целью её политической деятельности определялось служение самодержавию и сохранение империи: «Союз Русского Народа… поставляет своим священным непреложным долгом всеми силами содействовать тому, чтобы завоёванные кровью предков земли навсегда оставались неотъемлемой частью Русского государства». В тот же период политически оформилось также крайне правое, радикальное крыло русского национализма, программные документы которого соединяли идеи монархизма с ксенофобией и, в первую очередь, с антисемитизмом, получившее обобщённое название «черносотенцы». Первоначально именно ими был выдвинут лозунг «Россия для русских», который затем стал общим для русских националистов принципом политического доминирования этнических русских в пределах империи. Принцип выражался в требованиях предоставления преимущественных прав этническим русским, понимаемым как русская нация.

## История
С возникновением Российской империи основой государственной идеологии стало понятие патриотизм, который фактически стал синонимом национализма и понимался как высшая нравственная добродетель, например, в мировоззрении таких деятелей как Екатерина II, Николай Карамзин и др. После Отечественной войны 1812 года идеи патриотизма стали важным компонентом как идеологии западников (Тимофей Грановский, Виссарион Белинский и др.) и славянофилов (Алексей Хомяков, Иван Киреевский и Пётр Киреевский и др.), так и теории официальной народности Сергея Уварова.
Российские либеральные националисты начала XX века считали своими предшественниками декабристов. Исследователи рассматривают их как первых представителей либерально-демократического национализма и продолжателей классических европейских националистов. Декабристы впервые разделили государственный патриотизм и русский национализм, который они рассматривали как оружие против самодержавия. Правящую династию они обвиняли в антинациональной политике и «засилии» иноземцев, в основном немцев, в правящих кругах. Самодержавие, согласно их представлениям, не соответствовало интересам русского народа, и его следовало заменить прогрессивными государственными формами — конституционной монархией или республикой. Декабрист Пётр Каховский перед казнью писал императору Николаю I: «Для русского больно не иметь нации и всё заключить в одном государе». Декабристы понимали патриотизм в европейском ключе и стремились трансформировать его в «гражданскую религию» и создать русское гражданское общество.
Реакцией на французский революционны девиз «Свобода, равенство, братство» и развившееся на основе французских идей декабристское понимание национализма стала возникшая в царствование императора Николая I теория официальной народности. Эта концепция государственной идеологии Российской империи, была выражена в сформулированной графом Сергеем Уваровым триаде: «Православие, самодержавие, народность», формуле русского консерватизма. Согаласно Уварову, важность народности заключалась в следующем: «Дабы Трон и Церковь оставались в их могуществе, должно поддерживать и чувство Народности, их связующее. Вопрос о Народности не имеет того единства, какое представляет вопрос о Самодержавии; но тот и другой проистекают из одного источника и совокупляются на каждой странице Истории Русского народа». Уваров призывал к отказу от «чуждых и бесполезных» «мечтательных призраков», «следуя коим нетрудно было бы, наконец, утратить все остатки народности, не достигнувши мнимой цели европейского образования». В официальную идеологию России вместо термина «нация» был введён термин «народность» (перевод фр. nationalitè — «национальность»). Согласно историку А. И. Миллеру, «с начала 1830-х годов оформляется ясно выраженное стремление вытеснить понятие нация и заменить его понятием народность». Так, в представлениях авторов этого направления, нейтрализовывался революционно-демократический потенциал европейского понятия «нация».
Понятие народности было развито в работах Михаила Погодина и Степана Шевырёва.
Ханна Арендт рассматривала панславизм сталинского периода как одну из его существенных характеристик. Также есть и точка зрения, полностью противоречащая советской, согласно которой национализм был свойствен большевикам с самого начала, и Октябрьская революция 1917 года была сродни национально-освободительной борьбе, отвергнув старый режим, как если бы он был инородным.

## Современная концепция

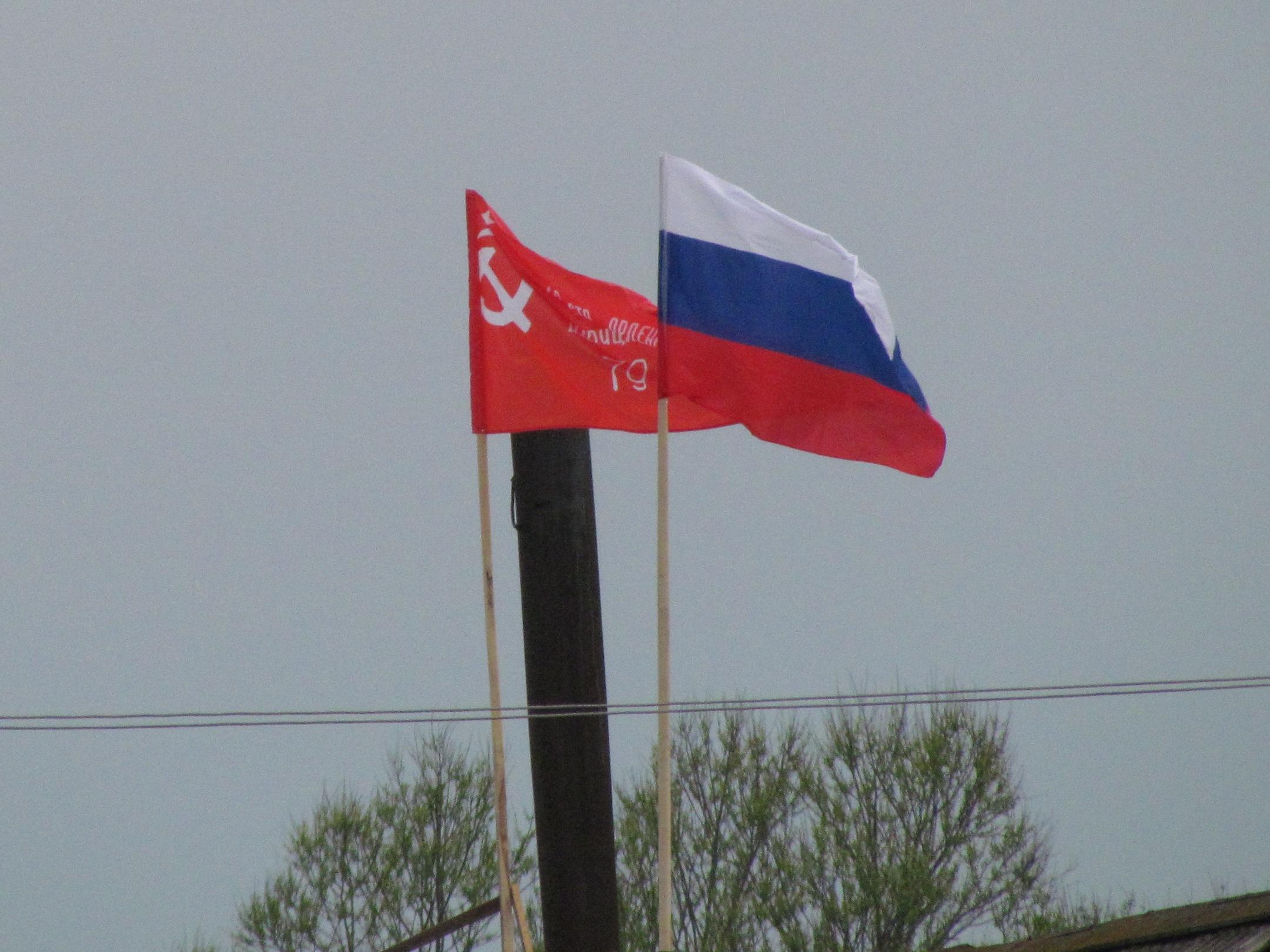
Флаги на железнодорожном клубе, Пензенская область

После распада Советского Союза политические институты советского периода требовали совершенствования. Этнический состав населения России крайне неоднороден, в связи чем, согласно российским исследователям, которые разделяют идеи гражданского национализма, более применимым является формирование единой нации на основе гражданства, через самоопределение моноэтнической группы. В последнем случае возрастает риск социальной нестабильности и угроза этнополитических конфликтов.
По мнению ряда исследователей, сообщество граждан Российской Федерации различной этнической, религиозной, социальной и иной принадлежности на основе исторической российской государственности сложилось в историческую и социально-политическую общность, политическую, или гражданскую нацию, получившую названия россияне, российский народ, российская нация. Эта общность имеет комплексный этнический и религиозный состав. Включают более 190 этнических общностей, из них свыше 80 % составляют русские (данные переписи населения 2010 года). 99,7 % россиян владеют русским языком. Около 70 % россиян считают себя православными. В России также распространены ислам, буддизм, иудаизм и другие религии.
В современном значении («граждане Российской Федерации») политоним «россияне» получил распространение в начале 1990-х годов. В частности, обращение «Дорогие россияне!» использовал в своих выступлениях президент России Борис Ельцин с целью нейтрализации этнических характеристик и стереотипов. Этим термином обозначаются граждане России вне зависимости от этнической принадлежности. По мнению некоторых лингвистов, слово носит в себе оттенок политкорректности. Термин «россияне» часто встречается в федеральных законах РФ, указах президента РФ, постановлениях и распоряжениях правительства РФ, в актах субъектов РФ, постановлениях, определениях и других актах высших судов РФ.
По определению Научного совета РАН по комплексным проблемам этничности и межнациональных отношений:

Гражданская идентичность — отождествление себя с гражданами страны, государственно-территориальным пространством, представление о государстве, обществе, стране, образ «мы» и чувство общности, солидарности, ответственности за дела в стране. <…>
Российская нация — гражданско-политическая общность, консолидированная на основе исторической российской государственности, члены которой обладают равными правами независимо от этнической, расовой и религиозной принадлежности, общими историко-культурными ценностями, чувством принадлежности к единому народу, гражданской ответственностью и солидарностью. <…>
Многонациональный народ Российской Федерации — общность граждан Российской Федерации различных национальностей, объединённых государственным единством, общими интересами и историко-культурными ценностями и осознающих свою принадлежность к общности российской нации. <…>
Российская Федерация — национальное государство, имеющее разнообразный этнический и религиозный состав населения и отличающееся большой региональной спецификой.

## Критика
Ряд экспертов, политиков и общественных деятелей отрицают понимание жителей России как социально-политической и историко-культурной целостности в форме гражданской нации. Однако опросы населения показывают, что российская идентичность («мы — россияне») стоит на первом месте в числе других форм коллективной идентичности.
В странах Западной Европы и в США идеология гражданского национализма активно развивается, ставя цели интеграции, гармонизации и унификации общества. В России отсутствует однозначное представление о данной идеологии, поскольку она обладает как положительными, так и отрицательными качествами. Гражданский национализм может нести ущерб этническим культурам, унифицируя их. Он имеет поверхностный характер в вопросе гармонизации этнических культур, что создаёт вероятность межэтнических конфликтов.